# ادوارد اوسپینسکی
ادوارد اوسپینسکی (روسی: Эдуард Успенский؛ ۲۲ دسامبر ۱۹۳۷ – ۱۴ اوت ۲۰۱۸) رمان‌نویس، نمایشنامه‌نویس، فیلم‌نامه‌نویس، شاعر، نویسندهٔ کتاب کودکان و مجری اهل اتحاد جماهیر شوروی بود. او بیش از ۷۰ کتاب برای کودکان نوشت و آثارش به ۲۵ زبان ترجمه شده و در ۷۰ اقتباس کارتونی به‌کار رفته است.
اوسپینسکی در سال ۱۹۹۷ موفق به دریافتِ نشان افتخار «شایستگی در سرزمین پدری» شد.
از فیلم‌ها یا مجموعه‌های تلویزیونی‌ای که او در آن‌ها نقش داشته است، می‌توان به چیبوراشکا و شاپوکلیاک اشاره کرد.